# Liste der liechtensteinischen Aussenminister
Diese Liste der liechtensteinischen Aussenminister listet alle liechtensteinischen Aussenminister seit 1921 auf.
Zwischen 1921 und 1993 war der Regierungschef Liechtensteins auch zeitgleich Aussenminister des Fürstentums (siehe auch Liste der Regierungschefs von Liechtenstein).
| Antritt           | Abgang            | Aussenminister     | Leben  | Partei                        | Regierung                                          |
| ----------------- | ----------------- | ------------------ | ------ | ----------------------------- | -------------------------------------------------- |
| 15. Dezember 1993 | 5. April 2001     | Andrea Willi       | * 1955 | Vaterländische Union          | Kabinett Mario Frick I, II                         |
| 5. April 2001     | 21. April 2005    | Ernst Walch        | * 1956 | Fortschrittliche Bürgerpartei | Kabinett Otmar Hasler I                            |
| 21. April 2005    | 25. März 2009     | Rita Kieber-Beck   | * 1958 | Fortschrittliche Bürgerpartei | Kabinett Otmar Hasler II                           |
| 25. März 2009     | 2. Juli 2019      | Aurelia Frick      | * 1975 | Fortschrittliche Bürgerpartei | Kabinett Tschütscher, Kabinett Adrian Hasler I, II |
| 2. Juli 2019      | 11. November 2019 | Mauro Pedrazzini   | * 1965 | Fortschrittliche Bürgerpartei | Kabinett Adrian Hasler II                          |
| 11. November 2019 | 25. März 2021     | Katrin Eggenberger | * 1982 | Fortschrittliche Bürgerpartei | Kabinett Adrian Hasler II                          |
| 25. März 2021     | 10. April 2025    | Dominique Hasler   | * 1978 | Vaterländische Union          | Kabinett Risch                                     |
| 10. April 2025    | amtierend         | Sabine Monauni     | * 1974 | Fortschrittliche Bürgerpartei | Kabinett Haas                                      |